# Kameleon grzebieniasty
Kameleon grzebieniasty (Trioceros cristatus) – gatunek jaszczurki z rodziny kameleonowatych (Chamaeleonidae).

## Występowanie
Kameleon grzebieniasty żyje w zachodniej i środkowej Afryce – w Kamerunie, Nigerii, Gwinei Równikowej, Gabonie, Kongu, Republice Środkowoafrykańskiej, Demokratycznej Republice Konga i na wyspie Bioko.

## Opis
Kameleon grzebieniasty osiąga długość ciała dochodzącą do 20 cm. Jaszczurki te są ubarwione na szmaragdowozielono, natomiast ich podgardle jest żółto-czerwone lub czerwone. Te kameleony charakteryzują się wysokim, silnym, ząbkowanym fałdem skórnym, który zdobi grzbiet oraz przednią część ogona kameleona.